# Me gustas tal como eres
«Me gustas tal como eres» es una canción escrita por Juan Carlos Calderón y Luis Gómez-Escolar, producida por Calderón, e interpretada por la cantante escocesa Sheena Easton en dúo con el cantante mexicano Luis Miguel.
El sencillo fue publicado por EMI Records como el primer sencillo del primer álbum de Easton grabado en idioma español, Todo me recuerda a ti (1984). La canción ganó el premio Grammy a mejor álbum mexicano/mexicano-estadounidense en la 27.ª edición de los Premios Grammy. Easton y Miguel ganadores de dicho premio, sin embargo, fueron objeto de controversia con músicos mexicano-estadounidenses y protestas. Sería el segundo Grammy para Easton, después de ser reconocida como mejor artista novel en 1981, y el primero para Miguel. La canción, más tarde, se incluyó en el cuarto álbum de estudio de Luis Miguel, Palabra de honor (1984).
Existe otra versión de la canción con la letra modificada pero utilizando el mismo arreglo musical. Se llama «Papá ukelele», escrita por el mismo Calderón, e interpretada en 1982 por Amaya Saizar, exintegrante de Trigo Limpio.